# Fernando Ferrant y Llausás

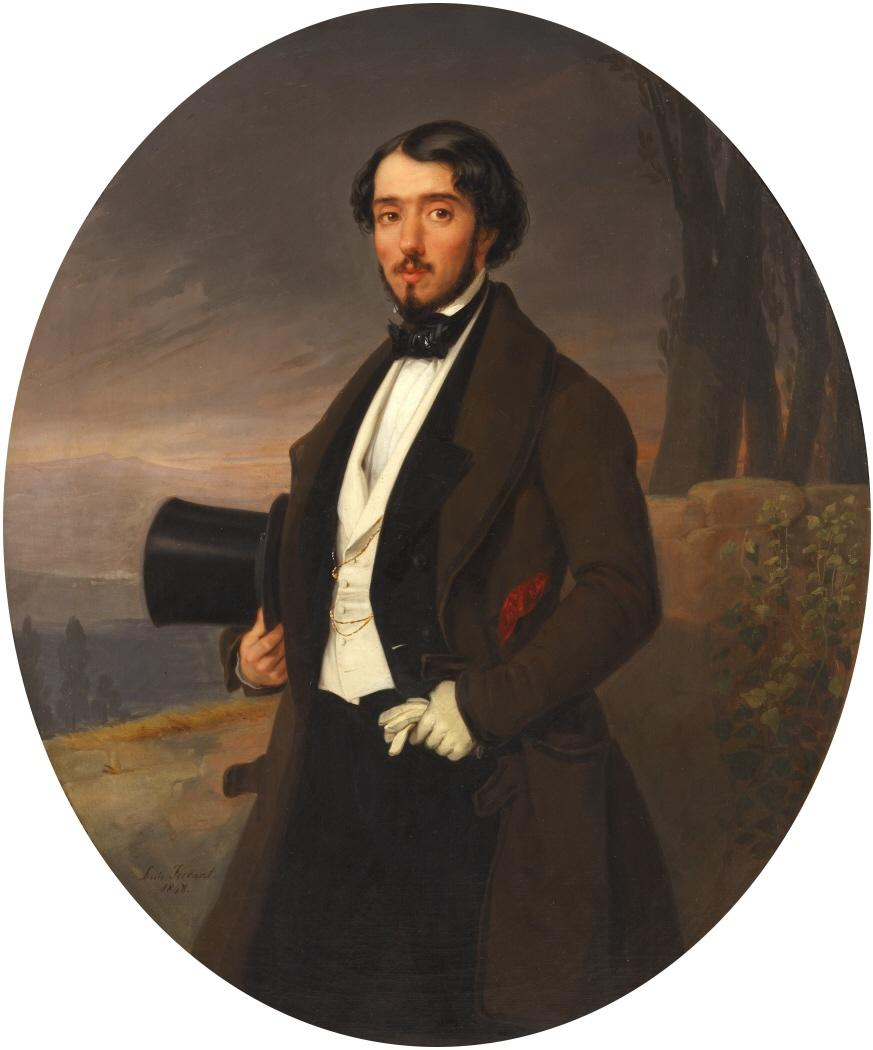
Fernando Ferrant Llausás por Luis Ferrant y Llausás, 1848. Óleo sobre lienzo, 78,2 x 65 cm, en óvalo, Madrid, Museo Nacional del Romanticismo.

Fernando Ferrant y Llausás (Palma de Mallorca, 1810-El Escorial, 1852) fue un pintor español, dedicado principalmente a la pintura de paisajes de aire romántico. Pintor de cámara de Francisco de Asís, impartió clases de paisaje en la Real Academia de San Fernando.

## Biografía

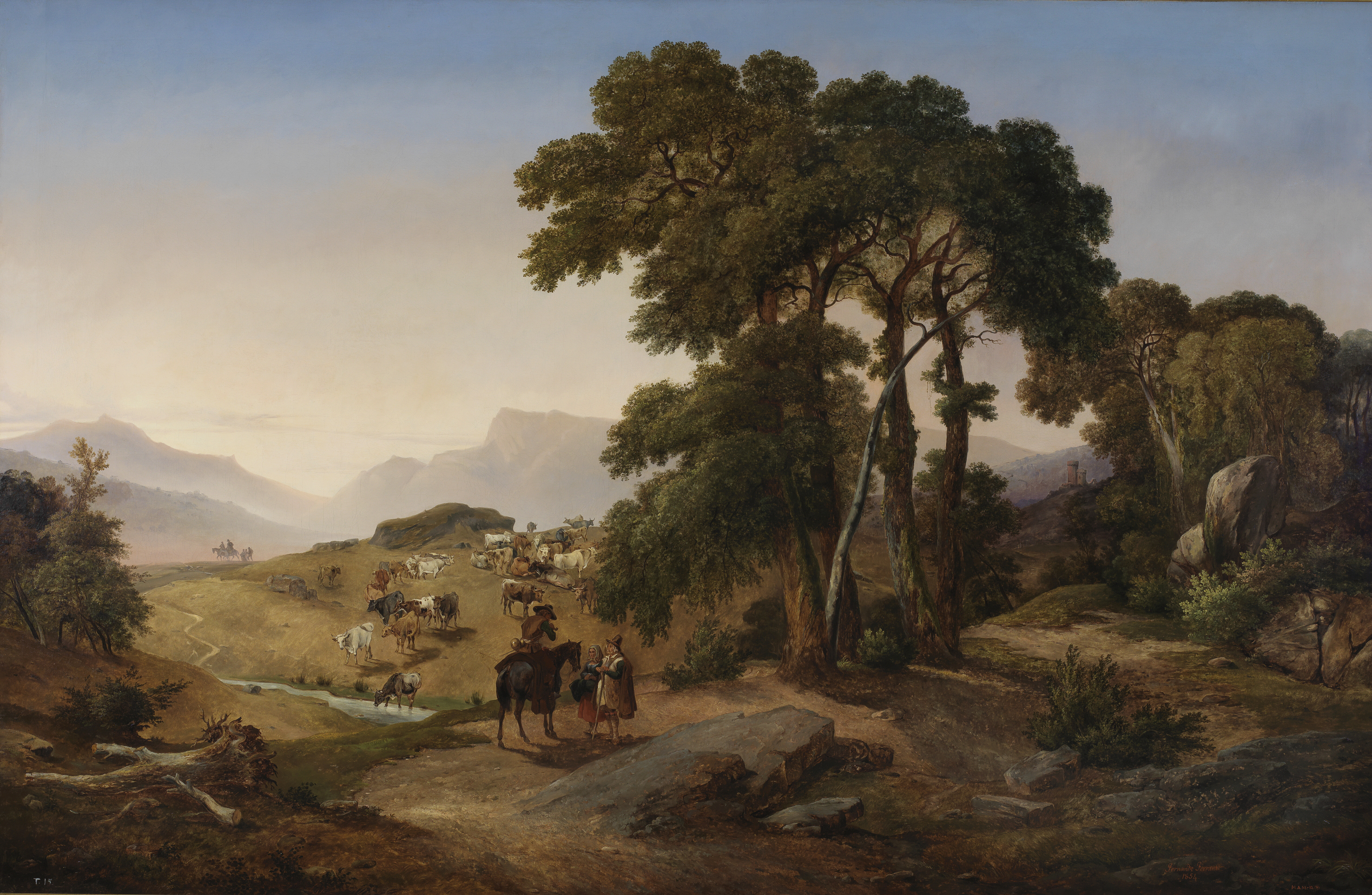
País agostado y una torada pastando en un monte, 1854. Óleo sobre lienzo, 162 x 248 cm, Madrid, Museo del Prado

Pintor paisista, era natural de Palma de Mallorca y fue discípulo de la Academia de San Fernando. Su hermano Luis, pintor de historia, le llevó consigo a Roma. Vuelto a España por el año de 1843 logró pronto acreditarse en las Exposiciones públicas celebradas por la Real Academia de San Fernando en dicho año y los sucesivos hasta el de 1851, en la Universal de París de 1855 y en la primera Nacional de Bellas Artes celebrada en 1856.
Llegó a ser maestro de pintura del rey Francisco de Asís, y el 27 de febrero de 1848 ingresó como individuo de la Real Academia de San Fernando, en sustitución de Bartolomé Montalvo, leyendo con tal motivo un discurso acerca de la pintura de paisaje. En el mismo año fue nombrado pintor de cámara. En aquella época terminó gran número de obras que se conservaban en poder de particulares. En el Palacio Real, en la galería del infante Sebastián Gabriel y en el Museo del Prado había asimismo algunas obras de su mano.
Por real orden, con fecha de 10 de agosto de 1855, y en virtud de oposición, fue nombrado profesor de dibujo de paisaje en la Academia de San Fernando y de la Escuela preparatoria de Caminos y Minas. Atacado por el tifus en el Real Sitio de San Lorenzo, falleció el 21 de agosto de 1856.
En palabras de un crítico del siglo XIX:

Más dado á imaginar que á sentir la belleza de los campos, Ferrant se acercó rara vez en sus obras á la encantadora poesía de la naturaleza. En vano buscamos en sus cuadros lo que el historiador de la pintura en Italia reconoce discretamente en los paisajes de Poussin, esto es, bellas inspiraciones de un ingenio creador y fieles reminiscencias de un observador profundo, que felizmente combinadas reproducen una naturaleza ideal por su grandioso carácter, pero de sorprendente verdad por la forma de los objetos. Y sin embargo, Ferrant, que á veces estudiaba la naturaleza en la naturaleza misma, y que procuraba dar á sus lienzos la majestad que respiran los paisajes históricos del más grande y esclarecido de los pintores franceses, nunca logró imitar la poesía ni el grandioso estilo de Poussin ó de Claudio de Lorena, ni tuvo el encanto que la verdad comunica hasta á lo que es de suyo prosaico y poco significativo. Amanerado en la composición, amanerado en el dibujo, falso y frío en el color, exacto y minucioso en la reproducción aislada de determinados objetos, y despojándoles no obstante del no sé qué de verdad que los anima y caracteriza, falto del sentimiento de armonía, sin el cual tratar a en vano el pintor de realizar la verdadera belleza, Ferrant llevó al terreno del paisaje una manera particular que hizo poco simpáticas sus obras, en tiempos en que los pintores más estudiosos y de mayor talento pugnaban por desterrar toda especie de manera.

Fue padre de Alejandro Ferrant y Fischermans, también pintor.